# Н (паровоз)
Парово́з Н (від «Миколаївська залізниця», рос. дореф. Николаевская желѣзная дорога) — перший у Російській імперії кур'єрський паротяг (призначений для водіння пасажирських поїздів зі швидкостями понад 80 км/г). У період з 1892 по 1912 роки на 8 паровозобудівних заводах було виготовлено понад 1 тисячу паровозів цієї серії, що зробило паровоз Н наймасовішим і поширеним пасажирським паротягом у дореволюційній Росії. З 14 різновидів паровоза Н, наймасовішими були Н  в  і Н  в  — близько 90% випущених локомотивів.